# Adam Gnezda Čerin
Adam Gnezda Čerin (* 16. Juli 1999 in Postojna) ist ein slowenischer Fußballspieler.

## Karriere

### Verein
Gnezda Čerin begann seine Karriere beim NK Bravo. Zur Saison 2014/15 wechselte er zum NK Domžale. Im Juli 2017 debütierte er für die Profis von Domžale in der 1. SNL, als er am zweiten Spieltag der Saison 2017/18 gegen den NK Celje in der Startelf stand. In seiner ersten Saison bei den Profis kam er zu elf Erstligaeinsätzen. Im September 2018 erzielte er bei einem 4:0-Sieg gegen den NK Krško sein erstes Tor in der höchsten slowenischen Spielklasse. In der Saison 2018/19 kam er insgesamt zu 35 Einsätzen, in denen er sieben Tore erzielte.
Im September 2019 wechselte Gnezda Čerin nach Deutschland zum Zweitligisten 1. FC Nürnberg, bei dem er einen bis Juni 2023 laufenden Vertrag erhielt. Im selben Monat kam er gegen den Karlsruher SC zu seinem ersten Einsatz in der 2. Bundesliga.
Im August 2020 einigte sich der 1. FC Nürnberg und der kroatische Erstligist HJK Rijeka auf ein zweijähriges Leihgeschäft. Zur Saison 2022/23 wechselte Čerin zu Panathinaikos Athen.

### Nationalmannschaft
Gnezda Čerin spielte im September 2014 erstmals für eine slowenische Jugendnationalauswahl. Im März 2015 debütierte er gegen Kroatien für die U-17-Mannschaft. Für diese absolvierte er bis März 2016 14 Spiele und erzielte dabei vier Tore. Zwischen August 2016 und Juni 2017 spielte er elf Mal für die U-18-Auswahl.
Im August 2017 debütierte er gegen die Vereinigten Arabischen Emirate für das U-19-Team. Für diese kam er bis Oktober 2017 zu sechs Einsätzen. Im September 2018 kam er gegen Kasachstan erstmals für die U-21-Auswahl Sloweniens zum Einsatz.
Im Januar 2019 absolvierte er gegen eine chinesische Auswahl ein Spiel für die slowenische B-Nationalmannschaft. Im Oktober 2019 stand er gegen Mazedonien erstmals im Kader der A-Nationalmannschaft.